# Petr II. Oldenburský
Petr II. (celým jménem: Nikolaus Friedrich Peter; 8. července 1827, Oldenburg – 13. června 1900, Rastede) byl velkovévoda oldenburský.

## Život
Narodil se 8. července 1827 v Oldenburgu jako syn velkovévody Augusta I. a Idy Anhaltské.
V letech 1846–1848 studoval na Lipské univerzitě. Po vypuknutí revoluce roku 1848 byl povolán zpět do Oldenburgu, aby zde zastoupil svého otce.
Na návrh cara Mikuláše I. Pavloviče, který byl spřízněn s rodem Oldenburků nabídl Petrovi nástupnictví Dánský trůn. S nabídkou Dánové doufali, že jmenováním německého prince budou schopni rozptýlit šlesvicko-holštýnskou otázku a zajistit, aby vévodství Šlesvicko a Holštýnsko zůstaly pod vládou Dánů. Jeho otec velkovévoda August tuto nabídku přijal, jelikož by jeho rodině přinesla značnou prestiž. Petr vyhodnotil situaci logicky a svůj souhlas podvázal řadou podmínek, které se rovnaly zamítnutí nabídky.
Po revoluci cestoval do Itálie, Řecka a do Turecka.
Dne 27. února 1853 převzal po svém otci vévodství. Jako vládce zastával reálpolitické názory a snažil se zachovat kontinuitu. V zahraniční politice se obracel k Prusku. Za jeho vlády postoupilo území Wilhelmshaven k Prusku a na oplátku Prusko podpořilo návrat panství Bentincků k vévodství.
Roku 1864 převzal záštitu nad Sdružením pro péči o raněné válečníky, které fungovala jako dobrovolná organizace pro Německý červený kříž. Stejného roku na něj ruský car převedl všechna gotorpská dědická práva.
Zemřel 13. června 1900 v obci Rastede.

## Manželství a potomci
Dne 10. února 1852 se oženil s princeznou Alžbětou Sasko-Altenburskou. Měli spolu dva syny:
- princ Fridrich August (1852–1931)
  - ⚭ 1878 Alžběta Anna Pruská
  - ⚭ 1896 Alžběta Alexandrina Meklenbursko-Zvěřínská
- princ Jiří Ludvík (1855–1939)